# Kobe Webster
Kobe Webster (n. Indianapolis, Indiana, 31 de julio de 1999) es un jugador de baloncesto estadounidense que pertenece a la plantilla del KK Radnički 1950 de la Liga Serbia de Baloncesto B. Con 1,83 metros de estatura, juega en la posición de escolta.

## Trayectoria deportiva
Es un escolta natural de Indianapolis, Indiana, formado en el Park Tudor School de su ciudad natal, hasta que en 2017 ingresa en la Universidad de Illinois Occidental, situada en Macomb, Illinois para jugar durante tres temporadas la NCAA con los Western Illinois Leathernecks, desde 2017 a 2020.
En 2020, cambia de universidad e ingresa en la Universidad de Nebraska-Lincoln, situada en la ciudad de Lincoln, para jugar dos temporadas la NCAA con los Nebraska Cornhuskers, desde 2020 a 2022.
Tras no ser drafteado en 2022, el 11 de agosto de 2022, firma por el Heroes Den Bosch de la BNXT League.
En la temporada 2022-23, firma por el Heroes Den Bosch de la BNXT League.